# Bodied
Bodied es una película estadounidense de comedia dramática dirigida por Joseph Kahn. Fue escrita por Alex Larsen y producida por Eminem, su gerente Paul Rosenberg, y Adi Shankar. La película tuvo su premier en el Festival Internacional de Cine de Toronto de 2017. Es protagonizada por Calum Worthy.
En enero de 2018, YouTube Red anunció que había adquirido los derechos exclusivos de transmisión con un estreno planeado para finales de 2018.

## Sinopsis
Un estudiante universitario despierta amor y odio cuando su interés en las batallas de rap como tema para una tesis se convierte en una obsesión por competir. 

## Reparto
- Calum Worthy como Adam Merkin.
- Jackie Long como Behn Grymm.
- Rory Uphold como la Maya.
- Dumbfoundead como Prospek.
- Walter Perez como Che Corleone.
- Shoniqua Shandai como Devine Write.
- Charlamagne tha God como Hunnid Gramz.
- Hollow da Don como 40 MAG.
- Debra Wilson como Dean  Hampton.
- Anthony Michael Hall como Profesor Merkin.
- Daniel Rashid como MC Goggles.
- Simon Rex como Donnie Narco.
- Corey Charron como Billy Pistolz.
- Big T como X-Tract.
- Candice Renee como Jas.
- Tony 'Madness' Gómez como Choke Artist.
- Vivian Lamolli como Bella Backwoods.
- Lisa Maley como Becky.
- Eddie Perino como Jon.
- Eric Allen Smith, Robert.
- Adi Shankar como Guardia de Seguridad del Campus con turbante.

La película también incluye cameos de personalidades de batallas de rap como The Saurus, Illmaculate, Troy "Smack White" Mitchell, Organik, y los actores Yoshio Iizuka, Sloane Avery, y Becky Wu.

## Recepción
Bodied ha recibido reseñas positivas de parte de la crítica y de la audiencia. En el portal de internet Rotten Tomatoes, la película posee una aprobación de 89%, basada en 82 reseñas, con una calificación de 7.4/10, mientras que de parte de la audiencia tiene una aprobación de 86%, basada en más de 500 votos, con una calificación de 4.2/5.
Metacritic le ha dado a la película una puntuación de 75 de 100, basada en 22 reseñas, indicando "reseñas generalmente positivas". En el sitio IMDb los usuarios le han dado una calificación de 7.1/10, sobre la base de 5745 votos. En la página web FilmAffinity la cinta tiene una calificación de 6.3/10, basada en 160 votos.